# WNBA All-Defensive Team
La Meilleur cinq défensif de la WNBA ou WNBA All-Defensive Team est une récompense de la Women's National Basketball Association (WNBA) attribuée chaque année depuis la saison WNBA 2005 aux meilleures défenseuses de la saison régulière. 
Les votes sont organisés auprès des entraîneurs WNBA. Ils ne peuvent pas voter pour une joueuse de leur propre équipe. La sélection est composée de deux cinq majeurs, un premier cinq (first team) et un second cinq (second team) équipe, pour un total de 10 joueuses (ou plus en cas de départage). Les joueuses reçoivent deux points pour chaque vote dans le premier cinq et un point pour chaque vote dans le second cinq. 
Les cinq joueuses avec le plus grand nombre de points sont élues dans le premier cinq, tandis que les cinq suivantes sont nommées dans le second cinq. Les postes des joueuses doivent être respectés. Par exemple, si un pivot figure déjà dans le premier cinq et qu'un autre pivot reçoit plus de points que deux arrières dans le premier cinq, ce pivot figurera tout de même dans le second cinq. 
Tamika Catchings détient le record de sélections avec un total de douze apparitions au terme sa carrière en 2016. Elle est la seule joueuse à avoir été nommée dans chaque équipe depuis que cette récompense est attribuée. 

## Palmarès
|                   | Introduit aux Basketball Hall of Fame                                                                       |
|                   | Introduit aux Women's Basketball Hall of Fame                                                               |
|                   | Introduit aux Basketball Hall of Fame et aux Women's Basketball Hall of Fame                                |
|                   | Joueuse étant toujours en activité à la WNBA                                                                |
|                   | Joueuse ayant gagné le championnat cette année.                                                             |
| Joueuse (X)       | Nombre de fois où le joueur a été sélectionné                                                               |
| Joueuse (en gras) | Indique les joueuses qui ont également remporté le titre de WNBA Defensive Player of the Year la même année |

| Saison |                       |                             |                       |                             |
| Saison | First Team            | First Team                  | Second Team           | Second Team                 |
| Saison | Joueuse               | Équipe                      | Joueuse               | Équipe                      |
| ------ | --------------------- | --------------------------- | --------------------- | --------------------------- |
| 2005   | Tamika Catchings      | Fever de l'Indiana          | Lauren Jackson        | Storm de Seattle            |
| 2005   | Sheryl Swoopes        | Comets de Houston           | Taj McWilliams        | Sun du Connecticut          |
| 2005   | Yolanda Griffith      | Monarchs de Sacramento      | Lisa Leslie           | Sparks de Los Angeles       |
| 2005   | Tully Bevilaqua       | Fever de l'Indiana          | Alana Beard           | Mystics de Washington       |
| 2005   | Katie Douglas         | Sun du Connecticut          | Deanna Nolan          | Shock de Détroit            |
| 2006   | Tamika Catchings (2)  | Fever de l'Indiana          | Alana Beard (2)       | Mystics de Washington       |
| 2006   | Lisa Leslie (2)       | Sparks de Los Angeles       | Margo Dydek           | Sun du Connecticut          |
| 2006   | Sheryl Swoopes (2)    | Comets de Houston           | Deanna Nolan (2)      | Shock de Détroit            |
| 2006   | Tully Bevilaqua (2)   | Fever de l'Indiana          | Cheryl Ford           | Shock de Détroit            |
| 2006   | Katie Douglas (2)     | Sun du Connecticut          | Yolanda Griffith (2)  | Monarchs de Sacramento      |
| 2007   | Tamika Catchings (3)  | Fever de l'Indiana          | Tully Bevilaqua (3)   | Fever de l'Indiana          |
| 2007   | Lauren Jackson (2)    | Storm de Seattle            | Rebekkah Brunson      | Monarchs de Sacramento      |
| 2007   | Katie Douglas (3)     | Sun du Connecticut          | Margo Dydek (2)       | Sun du Connecticut          |
| 2007   | Alana Beard (3)       | Mystics de Washington       | Loree Moore           | Liberty de New York         |
| 2007   | Deanna Nolan (3)      | Shock de Détroit            | Chelsea Newton        | Monarchs de Sacramento      |
| 2008   | Lisa Leslie (3)       | Sparks de Los Angeles       | Sylvia Fowles         | Sky de Chicago              |
| 2008   | Tamika Catchings (4)  | Fever de l'Indiana          | Lauren Jackson (3)    | Storm de Seattle            |
| 2008   | Sophia Young          | Silver Stars de San Antonio | Rebekkah Brunson (2)  | Monarchs de Sacramento      |
| 2008   | Ticha Penicheiro      | Monarchs de Sacramento      | Deanna Nolan (4)      | Shock de Détroit            |
| 2008   | Tully Bevilaqua (4)   | Fever de l'Indiana          | Katie Smith           | Shock de Détroit            |
| 2009   | Tamika Catchings (5)  | Fever de l'Indiana          | Lisa Leslie (4)       | Sparks de Los Angeles       |
| 2009   | Lauren Jackson (4)    | Storm de Seattle            | Sancho Lyttle         | Dream d'Atlanta             |
| 2009   | Nicky Anosike         | Lynx du Minnesota           | Angel McCoughtry      | Dream d'Atlanta             |
| 2009   | Tanisha Wright        | Storm de Seattle            | Deanna Nolan (5)      | Shock de Détroit            |
| 2009   | Tully Bevilaqua (5)   | Fever de l'Indiana          | Candace Parker        | Sparks de Los Angeles       |
| 2009   | -                     | -                           | Alana Beard (4)       | Mystics de Washington       |
| 2010   | Tamika Catchings (6)  | Fever de l'Indiana          | Lauren Jackson (5)    | Storm de Seattle            |
| 2010   | Angel McCoughtry (2)  | Dream d'Atlanta             | Rebekkah Brunson (3)  | Lynx du Minnesota           |
| 2010   | Sylvia Fowles (2)     | Sky de Chicago              | Sancho Lyttle (2)     | Dream d'Atlanta             |
| 2010   | Tanisha Wright (2)    | Storm de Seattle            | Lindsey Harding       | Mystics de Washington       |
| 2010   | Cappie Pondexter      | Liberty de New York         | Tully Bevilaqua (6)   | Fever de l'Indiana          |
| 2010   | -                     | -                           | Katie Douglas (4)     | Fever de l'Indiana          |
| 2011   | Tamika Catchings (7)  | Fever de l'Indiana          | Sancho Lyttle (3)     | Dream d'Atlanta             |
| 2011   | Rebekkah Brunson (4)  | Lynx du Minnesota           | Swin Cash             | Storm de Seattle            |
| 2011   | Sylvia Fowles (3)     | Sky de Chicago              | Tina Charles          | Sun du Connecticut          |
| 2011   | Tanisha Wright (3)    | Storm de Seattle            | Armintie Price        | Dream d'Atlanta             |
| 2011   | Angel McCoughtry (3)  | Dream d'Atlanta             | Katie Douglas (5)     | Fever de l'Indiana          |
| 2012   | Tamika Catchings (8)  | Fever de l'Indiana          | Sophia Young (2)      | Silver Stars de San Antonio |
| 2012   | Sancho Lyttle (4)     | Dream d'Atlanta             | Candace Parker (2)    | Sparks de Los Angeles       |
| 2012   | Sylvia Fowles (4)     | Sky de Chicago              | Tina Charles (2)      | Sun du Connecticut          |
| 2012   | Alana Beard (5)       | Sparks de Los Angeles       | Armintie Price (2)    | Dream d'Atlanta             |
| 2012   | Briann January        | Fever de l'Indiana          | Danielle Robinson     | Silver Stars de San Antonio |
| 2013   | Sylvia Fowles (5)     | Sky de Chicago              | Rebekkah Brunson (5)  | Lynx du Minnesota           |
| 2013   | Tamika Catchings (9)  | Fever de l'Indiana          | Glory Johnson         | Shock de Tulsa              |
| 2013   | Angel McCoughtry (4)  | Dream d'Atlanta             | Érika de Souza        | Dream d'Atlanta             |
| 2013   | Armintie Price (3)    | Dream d'Atlanta             | Briann January (2)    | Fever de l'Indiana          |
| 2013   | Tanisha Wright (4)    | Storm de Seattle            | Jia Perkins           | Silver Stars de San Antonio |
| 2013   | -                     | -                           | Danielle Robinson (2) | Silver Stars de San Antonio |
| 2014   | Brittney Griner       | Mercury de Phoenix          | Alana Beard (6)       | Sparks de Los Angeles       |
| 2014   | Sancho Lyttle (5)     | Dream d'Atlanta             | Tamika Catchings (10) | Fever de l'Indiana          |
| 2014   | Briann January (3)    | Fever de l'Indiana          | Danielle Robinson (3) | Stars de San Antonio        |
| 2014   | Angel McCoughtry (5)  | Dream d'Atlanta             | Sylvia Fowles (6)     | Sky de Chicago              |
| 2014   | Tanisha Wright (5)    | Storm de Seattle            | Maya Moore            | Lynx du Minnesota           |
| 2015   | Brittney Griner (2)   | Mercury de Phoenix          | Kiah Stokes           | Liberty de New York         |
| 2015   | Tamika Catchings (11) | Fever de l'Indiana          | Tina Charles (3)      | Liberty de New York         |
| 2015   | Briann January (4)    | Fever de l'Indiana          | Sancho Lyttle (6)     | Dream d'Atlanta             |
| 2015   | Angel McCoughtry (6)  | Dream d'Atlanta             | DeWanna Bonner        | Mercury de Phoenix          |
| 2015   | Nneka Ogwumike        | Sparks de Los Angeles       | Tanisha Wright (6)    | Liberty de New York         |
| 2016   | Sylvia Fowles (7)     | Lynx du Minnesota           | Brittney Griner (3)   | Mercury de Phoenix          |
| 2016   | Alana Beard (7)       | Sparks de Los Angeles       | Tamika Catchings (12) | Fever de l'Indiana          |
| 2016   | Briann January (5)    | Fever de l'Indiana          | Jasmine Thomas        | Sun du Connecticut          |
| 2016   | Angel McCoughtry (7)  | Dream d'Atlanta             | Breanna Stewart       | Storm de Seattle            |
| 2016   | Nneka Ogwumike (2)    | Sparks de Los Angeles       | Tanisha Wright (7)    | Liberty de New York         |
| 2017   | Alana Beard (8)       | Sparks de Los Angeles       | Brittney Griner (4)   | Mercury de Phoenix          |
| 2017   | Tina Charles (4)      | Liberty de New York         | Rebekkah Brunson (6)  | Lynx du Minnesota           |
| 2017   | Nneka Ogwumike (3)    | Sparks de Los Angeles       | Maya Moore (2)        | Lynx du Minnesota           |
| 2017   | Sylvia Fowles (8)     | Lynx du Minnesota           | Briann January (6)    | Fever de l'Indiana          |
| 2017   | Jasmine Thomas (2)    | Sun du Connecticut          | Alyssa Thomas         | Sun du Connecticut          |
| 2018   | Alana Beard (9)       | Sparks de Los Angeles       | Nneka Ogwumike (4)    | Sparks de Los Angeles       |
| 2018   | Brittney Griner (5)   | Mercury de Phoenix          | Rebekkah Brunson (7)  | Lynx du Minnesota           |
| 2018   | Natasha Howard        | Storm de Seattle            | Sylvia Fowles (9)     | Lynx du Minnesota           |
| 2018   | Jessica Breland       | Dream d'Atlanta             | Tiffany Hayes         | Dream d'Atlanta             |
| 2018   | Jasmine Thomas (3)    | Sun du Connecticut          | Ariel Atkins          | Mystics de Washington       |
| 2019   | Natasha Howard (2)    | Storm de Seattle            | Brittney Griner (6)   | Mercury de Phoenix          |
| 2019   | Jonquel Jones         | Sun du Connecticut          | Ariel Atkins (2)      | Mystics de Washington       |
| 2019   | Jasmine Thomas (4)    | Sun du Connecticut          | Alysha Clark          | Storm de Seattle            |
| 2019   | Nneka Ogwumike (5)    | Sparks de Los Angeles       | Alyssa Thomas (2)     | Sun du Connecticut          |
| 2019   | Jordin Canada         | Storm de Seattle            | Natasha Cloud         | Mystics de Washington       |
| 2020   | Alysha Clark (2)      | Storm de Seattle            | Breanna Stewart (2)   | Storm de Seattle            |
| 2020   | Betnijah Laney        | Dream d'Atlanta             | Napheesa Collier      | Lynx du Minnesota           |
| 2020   | Brianna Turner        | Mercury de Phoenix          | Ariel Atkins (3)      | Mystics de Washington       |
| 2020   | Alyssa Thomas (3)     | Sun du Connecticut          | Brittney Sykes        | Sparks de Los Angeles       |
| 2020   | Elizabeth Williams    | Dream d'Atlanta             | A'ja Wilson           | Aces de Las Vegas           |
| 2021   | Brittney Sykes (2)    | Los Angeles Sparks          | Jasmine Thomas (5)    | Connecticut Sun             |
| 2021   | Briann January (7)    | Connecticut Sun             | Ariel Atkins (4)      | Washington Mystics          |
| 2021   | - Jonquel Jones (2)   | Connecticut Sun             | Breanna Stewart (3)   | Seattle Storm               |
| 2021   | Brianna Turner (2)    | Phoenix Mercury             | Brionna Jones         | Connecticut Sun             |
| 2021   | Sylvia Fowles (10)    | Minnesota Lynx              | Brittney Griner (7)   | Phoenix Mercury             |
| 2022   | Natasha Cloud (2)     | Washington Mystics          | Brittney Sykes (3)    | Los Angeles Sparks          |
| 2022   | Ariel Atkins (5)      | Washington Mystics          | Gabby Williams        | Seattle Storm               |
| 2022   | A'ja Wilson (2)       | Las Vegas Aces              | Alyssa Thomas (4)     | Connecticut Sun             |
| 2022   | Breanna Stewart (4)   | Seattle Storm               | - Jonquel Jones (3)   | Connecticut Sun             |
| 2022   | Sylvia Fowles (11)    | Minnesota Lynx              | Ezi Magbegor          | Seattle Storm               |
| 2023   | A'ja Wilson (3)       | Aces de Las Vegas           | Elizabeth Williams    | Sky de Chicago              |
| 2023   | Breanna Stewart (5)   | Liberty de New York         | Nneka Ogwumike (6)    | Sparks de Los Angeles       |
| 2023   | Alyssa Thomas (5)     | Sun du Connecticut          | Betnijah Laney (2)    | Liberty de New York         |
| 2023   | Brittney Sykes (4)    | Mystics de Washington       | Napheesa Collier (2)  | Lynx du Minnesota           |
| 2023   | Jordin Canada         | Sparks de Los Angeles       | Ezi Magbegor (2)      | Storm de Seattle            |
| 2024   | Napheesa Collier (3)  | Lynx du Minnesota           | Alyssa Thomas (6)     | Sun du Connecticut          |
| 2024   | A'ja Wilson (4)       | Aces de Las Vegas           | Alanna Smith          | Lynx du Minnesota           |
| 2024   | Ezi Magbegor (3)      | Storm de Seattle            | Nneka Ogwumike (7)    | Storm de Seattle            |
| 2024   | DiJonai Carrington    | Sun du Connecticut          | - Jonquel Jones (4)   | Liberty de New York         |
| 2024   | Breanna Stewart (6)   | Liberty de New York         | Natasha Cloud (3)     | Mercury de Phoenix          |

## Record de sélections
| Rang | Total | Joueur           | First Team | Second Team | WNBA Defensive Player |
| ---- | ----- | ---------------- | ---------- | ----------- | --------------------- |
| 1    | 12    | Tamika Catchings | 10         | 2           | 5                     |
| 2    | 11    | Sylvia Fowles    | 8          | 3           | 4                     |
| 3    | 9     | Alana Beard      | 5          | 4           | 2                     |
| 4    | 7     | Briann January   | 5          | 2           | 0                     |
| 4    | 7     | Tanisha Wright   | 5          | 2           | 0                     |
| 6    | 7     | Nneka Ogwumike   | 4          | 3           | 0                     |
| 7    | 7     | Brittney Griner  | 3          | 4           | 2                     |
| 8    | 7     | Rebekkah Brunson | 1          | 6           | 0                     |
| 9    | 6     | Tully Bevilaqua  | 4          | 2           | 0                     |
| 10   | 6     | Breanna Stewart  | 3          | 3           | 0                     |
| 11   | 6     | Alyssa Thomas    | 2          | 4           | 0                     |
| 12   | 5     | Jasmine Thomas   | 3          | 2           | 0                     |
| 13   | 5     | Lauren Jackson   | 2          | 3           | 1                     |
| 14   | 5     | Ariel Atkins     | 1          | 4           | 0                     |